# Yarımca (Babək)
Yarımca è un comune dell'Azerbaigian situato nel distretto di Babək.